# Lefortowo (stacja metra)
Lefortowo (ros. Лефортово) – stacja linii Bolszej Kolcewej metra moskiewskiego, znajdująca się w południowo-wschodnim okręgu administracyjnym Moskwy w rejonie Lefortowo (ros. Лефортово). Otwarcie miało miejsce 27 marca 2020 roku w ramach inauguracji odcinka między stacjami Lefortowo – Kosino.
Stacja dwunawowa typu płytkiego kolumnowego z peronem wyspowym położona jest na głębokości 23 metrów. Projekt architektoniczny przystanku bazuje na wielu odcieniach szarości. Ściany zatorowe pokryte ciemnymi polerowanymi płytami co kilkanaście metrów przełamuje kompozycja różnokolorowych pasów. Ledowe pasy umiejscowione na filarach i pod stropem tworzą wzór odwróconej litery L. Użyte materiały wykończeniowe to między innymi marmur, granit syberyjski, gabro, diabaz oraz fibrobeton i aluminium. Charakterystycznym elementem wystroju stacji są nadrukowane na metalu grafiki w rejonie antresoli i kas biletowych, przedstawiające dzielnicę Lefortowo za czasów panowania Piotra I Wielkiego. Największy obraz, mający powierzchnię około 92 metrów kwadratowych, ukazuje odbicie Pałacu Katarzyny w wodach Jauzy. Panorama została zaprojektowana przez Aleksandra Rukawisznikowa w stylu osiemnastowiecznych rycin. Stacja ma jeden pawilon wejściowy na rogu ulic Nalicznej i Sołdatskiej. 
Do 20 lutego 2023 roku stacja była tymczasowo eksploatowana w ramach linii Niekrasowskiej.